# ARCANA PROJECT
ARCANA PROJECT(아르카나 프로젝트)는 음반회사인 란티스와 소속사 디어 스테이지에 소속돼 있는 그룹이다.

## 멤버
| 이름                        | 애칭                                | 타로 카드 | 생일            | 출신지     | 비고                                   |
| --------------------------- | ----------------------------------- | --------- | --------------- | ---------- | -------------------------------------- |
| 사쿠라노 우사 (桜野 羽咲)   | 우짱（うーちゃん）                  | 여제      | 1995년 1월 11일 | 도쿄도     |                                        |
| 아이다 시온 (相田 詩音)     | 시오피（しおぴ） 아이다（アイーダ） | 심판      | 1998년 4월 8일  | 쓰촨성     |                                        |
| 하나미야 하나 (花宮 ハナ)   | 하나하나（ハナハナ）                | 마술사    | 2000년 9월 25일 | 도쿄도     | 전 BiS                                 |
| 아마노 히카루 (天野 ひかる) | 히카루 짱（ﾋｶﾙﾁｬﾝ）                 | 별        | 2003년 6월 27일 | 도쿄도     |                                        |
| 시토미 유카 (蔀 祐佳)       | 시토밍（しどみん）                  | 연인      | 2001년 8월 19일 | 이바라키현 | 2025년 4월 29일 가입 전 リルネード     |
| 요시노 사쿠라 (吉乃 櫻)     |                                     | 바보      | 2005년 4월 25일 | 나라현     | 2025년 4월 29일 가입 전 MY First Bae's |

### 전 멤버
- 사사키 마이 (佐々木 麻衣) (타로 카드 : 세계)
  - 2021년 3월 20일 졸업.
- 소라노 아오조라 (空野 青空) (타로 카드 : 운명의 바퀴)
  - 2024년 6월 29일 졸업.

## 작품

### 싱글
- 2020년 3월 25일-ACE of WANDS
- 2020년 9월 9일-カンパネラ響く空で(TV 애니메 『몬스터 아가씨의 의사 선생님』 오프닝 테마)
- 2021년 2월 10일-夢で世界を変えるなら(TV 애니메 『회복술사의 재시작』 엔딩 테마)
- 2021년 7월 14일-たゆたえ、七色(TV 애니메 『하얀 모래의 아쿠아토프』 1쿨 오프닝 테마)
- 2021년 10월 27일-とめどない潮騒に僕たちは何を歌うだろうか(TV 애니메 『하얀 모래의 아쿠아토프』 2쿨 오프닝 테마)
- 2022년 5월 21일-革命的レイメイ(착신 싱글)
- 2023년 1월 25일-恋衣(TV 애니메 『모노노가타리』 2쿨 오프닝 테마)
- 2023년 8월 23일-ユリイカ(TV 애니메 『SYNDUALITY Noir』 엔딩 테마)
- 2024년 3월 13일-アイレ(TV 애니메 『SYNDUALITY Noir』 2쿨 엔딩 테마)
- 2024년 7월 21일-メラメラ(전대 드라마 『울트라맨 아크』 엔딩 테마)

### 앨범
- 2022년 8월 24일-創世記